# Острова Сергея Кирова
Острова́ Серге́я Ки́рова — 6 небольших островов в северо-восточной части Карского моря. Входят в состав Красноярского края. Получили своё название в честь Сергея Кирова.
Остров Исаченко является крупнейшим в архипелаге (150 км²). На нём находится высшая точка архипелага — 56 метров. Окружены песчаными косами, распространены мелководные лагуны. Остров Сложный состоит из нескольких возвышенных частей, соединённых косами, а остров Северный представляет собой ряд низких дугообразных кос, местами соединённых, местами перемываемых, отчего напоминает атолл с центральной лагуной около 3 км в диаметре. Также в группе остров Южный и другие.

## История открытия
Острова были открыты в 1934 году экспедицией на ледоколе «Ермак».